# Nóż wojskowy wz. 98
Das Nóż wojskowy wz. 98 (polnisch für Militärmesser Muster 98), teilweise auch Gerlach wz 98 ist ein Feldmesser des Herstellers Gerlach. Es wurde in den 1990er Jahren entwickelt und kommt bei der polnischen Armee zum Einsatz. 

## Geschichte und Konzeption
Das Nóż wojskowy wz. 98 ist eine überarbeitete Version des Vorgängers Nóż wojskowy wz. 92. Eine Kommission hatte diesen Messertypen entwickelt anhand der Vorbilder, dem österreichischen Glock Feldmesser und dem US-amerikanischen M3 fighting knife. Das wz. 98 sollte für diverse Zwecke (sowohl als Feldmesser und als Kampfmesser) nutzbar sein. Das Messer kann zusätzlich auch als Wurfmesser verwendet werden.
Das Messer besitzt einen durchgehenden Erl. Am Griffende sitzt eine Stahlkappe, so dass das Messer auch als Hammer oder zum Zertrümmern von Scheiben genutzt werden kann. Der Griff besteht aus Gummi. Es gibt verschiedene Ausführungen des Messers. Unter anderem gibt es eine Ausführung mit Sägezähnen und eine Stilett-Variante. Die Klinge ist phosphatiert, um Reflexionen zu vermeiden.